# Geréby György
Geréby György (Budapest, 1957. december 1. –) magyar filozófus, filozófiatörténész, tanszékvezető egyetemi docens a Közép-Európai Egyetem (CEU) Középkortudományi Tanszékén (Medieval Studies Department).

## Élete és munkássága
Egyetemi tanulmányait 1977-1983 között az ELTE filozófia–magyar szakokon végzi. 1982-ben filozófia szakos előadó, 1983-ban magyar szakos tanár. 1992-től az ELTE Metafizika Tanszékén adjunktus, majd docens. 1982-1992 között, Pécsen a Janus Pannonius Tudományegyetemen tanársegéd.
1993 óta rendszeres meghívott előadó a Közép-európai Egyetem-en (CEU). Meghívott tanárként a következő helyeken tanított:
- Ecole des Hautes Etudes en Sciences Sociales (Paris), 1 előadás, 2003/4. Meghívó az EHESS igazgatója, prof. Alain Boureau.
- Fulbright Foundation, Lecturing Grant, Rutgers University, 2002/3 winter semester, Center for Russian and East Central European Studies.
- Ecole des Hautes Etudes en Sciences Sociales (Paris), 3 előadás, 2001/2. Meghívó: az EHESS igazgatója, prof. Alain Boureau.
- Department of Philosophy, University of Liverpool, 2nd semester, 2001. Akkreditált kurzus: Medieval philosophy. Tanított a következő kurzusban is: Darwin, Marx, Freud and Hellenistic philosophy (prof. Stephen L. Clark meghívására)
- Department of Philosophy, University of Liverpool,  1st semester, 1996/7. 2 kurzus: Plato (H. Robinsonnal) and Introduction to medieval philosophy. (prof. Stephen L. Clark and Howard Robinson meghívására)

1998-2002 között a Felsőoktatási és Tudományos Tanács (FTT) tagja.
2002. június – 2003. január, Miniszteri főtanácsadó OM,  (Csatlakozás az Európai Felsőoktatási Térhez munkabizottság vezető)
1996. január – 1998. június között Miniszteri tanácsadó, MKM, (felsőoktatási reform, Világbanki Program, Felsőoktatási Pályázatok Irodája).
1992. január – 1993. október között Elnöki tanácsadó, Higher Education Support Program, Central European University-n.
1990. május – 1992. július között Igazgató, Civic Education Project Magyarország, (alapító igazgatója a Yale és Harvard egyetemek által kezdeményezett kelet-európai önkéntes egyetemi társadalomtudományi oktatói programnak)
Érdeklődési köre: középkori metafizika, nyelvelmélet és logika, vallásfilozófia, késő antik és középkori filozófiatörténet, összehasonlító filozófiai teológia (hellén, bizánci és latin).

## Fontosabb megjelent művei
- Isten és birodalom. Politikai teológia; Akadémiai, Bp., 2009 (Participatio)
- 'Political Theology versus Theological Politics: Erik Peterson and Carl Schmitt,' New German Critique 105 (2008/Fall), 7-33;
- 'Isten békéje,' in: „Királlyá lett a te istened” Fejezetek a politikai teológia történetéből, szerk. Borbély G., Gábor Gy., Geréby Gy., Szántó V. Budapest : Akadémiai, 2008, 216-237
- 'Reasons and arguments in the Clementina,' in: F. Amsler, A. Frey, Ch. Touati, R. Girardet eds., Nouvelles intrigues pseudo-clementines. Plots in the Pseudo-Clementine Romance. Actes du deuxieme Colloque international sur la littérature apocryphe chrétienne, 30 VIII – 2 IX 2006 Lausanne – Genève. Lausanne : Éditions du Zèbre, 2008, 211-222.
- 'Alien wisdom? Arnaldo Momigliano on the Hellenistic perception of barbarian culture,' in: J.A. Rasson, K. Szende, R. Forrai eds., Annual of Medieval Studies at CEU vol 14 (2008), Budapest : CEU Press, 169-182
- 'A népek angyalai, avagy lehetséges-e nemzeti kereszténység?' Pannonhalmi Szemle (2008/1), 35-55
- 'Egy ortodox apokrif műhelyében,' Ókor 6 (2007/3), 50-61
- 'A világ és az idő megállása Jakab Prótoevangéliumában' Vallástudományi Szemle 2 (2006/1), 93-126.
- A Szentháromságról. Pannonhalmi Szemle 14 (2006/1), 34-44. (Eredetileg: 'A Szentháromságról,' Hét Hárs 4/2 (2005. pünkösd-Szentháromság), 8-12)
- Társ, hely, kor és tudás (Centuria a kibervilág dimenzióiról),’ Holmi (2006/1) (Eredetileg: Társ, hely, kor és tudás (Centuria a kibervilág dimenzióiról. in: Sziget a szárazföldön. Előadások a Posticumban. ed. Gy. Zsugán, Nagyvárad (Oradea) , Posticum, 2006, 137-163.)
- 'Bírálat Gedő Éva, Carl Schmitt decizionista politikai filozófiája c. bölcsészdoktori értekezéséről,' Jogelméleti Szemle (2006/1 (2006. április 24.)) http://jesz.ajk.elte.hu/gereby25.mht
- 'Jürgen Habermas és Joseph Ratzinger vitája,' Holmi 17 (2005/11), 1383–1392 (Szlovák ford: Triezvo opojná idea. OS Forum. Obcianskej spolocnosti. (2006/3-4), 108-118)
- 'A tiszta jogtan és a teológia: Hans Kelsen analógiái,' in: Cs.Kiss L. ed., Hans Kelsen jogtudománya (Budapest, Gondolat, 2007     ), 171-190
- 'Theistic fallacies,' in: Losonczi, P., Xeravits, G., eds., Reflecting diversity. (Wien- Berlin, Lit, 2007), 166-190
- 'Megjegyzések Platón és Hérodotosz viszonyához,' in: Bodnár I. Betegh G., Geréby Gy., Lautner P. eds. Töredékes hagyomány. Steiger Kornélnak, (Budapest, Akadémiai, 2006), 90-107
- 'Carl Schmitt and Erik Peterson on the Problem of Political Theology. A footnote to Kantorowicz', in: János M. Bak, Aziz al-Azmeh, eds., Monotheistic Kingship. The Medieval Variants. (Budapest: CEU Press, 2005), 31-61.
- 'Utószó', in: Aquinói Szt. Tamás, A világ örökkévalóságáról. (Sancti Thomae de Aquino, De aeternitate mundi). Ford. G. Borbély, et al. Budapest, 1998. pp. 49–111.
- 'Proklosz, A fizika elemei'. Magyar Filozófiai Szemle 41 (1997), 281-306 and 307-336.
- 'Arisztotelész és Dedekind'.  Magyar Filozófiai Szemle 41 (1997), 45-76.
- ‘A tudás fénye.’ Café Bábel 26 (1997/3), 10-31.
- ‘Carl Schmitt and Erik Peterson on the Problem of Political Theology. A footnote to Kantorowicz’, in: János M. Bak, Aziz al-Azmeh, eds., Monotheistic Kingship. The Medieval Variants. (Budapest: CEU Press, 2005), 31-61.
- Carl Schmitt teológiája. In: Carl Schmitt jogtudománya. Tanulmányok Carl Schmittről. Szerk. Cs. Kiss Lajos (Budapest: Gondolat, 2004), 260-290. Bibliotheca Iuridica. Acta Congressuum 9.
- ford., Katalin Vidrányi. "The Twentieth-Century Revival of Patristic Traditions." Angol ford:  Geréby György, Perczel István és Matthew Suff, in: Adamantius (10) 2004: 267-277.
- és Perczel István. "In memoriam Katalin Vidranyi (1945–1993)," in: Adamantius 10 (2004): 259-266.
- “A ’párthus nyíllövés.’ Erik Peterson Carl Schmitt politikai teológiájáról.” Dénes Iván Zoltán szerk., A szabadság értelme – az értelem szabadsága. Filozófiai és eszmetörténeti tanulmányok. (Budapest: Argumentum, 2004), 201-220.
- “The two sons of the one father. The salvation-historical interpretation of Lk 15,11-32”. in Y. Schwartz, Volkhard Krech ed., Religious Apologetics – philosophical Argumentation. (Tübingen: Mohr Siebeck, 2004), 335-362. Religion in Philosophy and Theology 10.
- ‘A mentális nyelv a nagyskolasztikában. Ockham, Lawtoni Hugo és Crathorn az 1320-as években,’ In: Érvek és Kontextusok, M. Újvari szerk(Budapest: Gondolat, 2003), 58-98.
- (ford), Martin Heidegger, „Kérdés a technika nyomán” in: Tillmann J.A. szerk. A késő újkor józansága II. (Budapest: Göncöl, 2004), 111-134.
- 'Amint Anzelm és Gaunilo mondtak egymásnak', Magyar Filozófiai Szemle 44 (1999), 650-658. (Román ford: 'Ceea ce Anselm si Gaunilon au spus unul catre celalalt' (tr. v. R. Lorand)  in "Argumentul ontologic. Aspecte traditionale si interpretari moderne"  (ed. I. Tanasescu), Giurgiu, Pelican, 2004, S. 27-42)
- 'Utószó,' in: Gennadiosz Szkholariosz, Petrus Hispanus mester logikájából. ford. M. Szabó. Budapest, 1999. 207-237.
- 'Eternal allegiances. Duns Scotus' place in the debate about the possibility of an eternally created world.' in: B.Nagy and M.Sebök eds., …. Man Of Many Devices, Who Wandered Full Many Ways… Festschrift in Honor of Janos Bak. (CEU Press, Budapest, 1999), 372-383.
- 'Ami botrány és ami nem' Holmi, 2000 november

## Külső hivatkozások
- Geréby György: Ami botrány és ami nem
- Geréby György: AMIT ANZELM ÉS GAUNILO MONDTAK EGYMÁSNAK
- CV
- Geréby György régi, ELTE honlapja Archiválva 2007. augusztus 16-i dátummal a Wayback Machine-ben